# Traona
Traona (lombardul: Trauna) település Olaszországban, Sondrio megyében. Lakosainak száma 2846 fő (2023. január 1.). Traona Cercino, Civo, Cosio Valtellino, Mello, Morbegno és Novate Mezzola községekkel határos.

## Népesség
A település népességének változása:
| Lakosok száma | 2735 | 2782 | 2846 |
|               | 2017 | 2018 | 2023 |